# Edgemont (Dakota du Sud)
Cet article concerne la municipalité du Dakota du Sud. Pour la série télévisée, voir Edgemont.
Edgemont est une municipalité américaine située dans le comté de Fall River, dans l'État du Dakota du Sud. Selon le recensement de 2010, elle compte 774 habitants. La municipalité s'étend sur 0,97 milles carrés (2,51 km2).
La ville est fondée en 1890 lors de l'arrivée du Burlington Railroad. Elle doit son nom à sa localisation au bord (edge en anglais) des montagnes.

## Démographie
| 1900 | 1910 | 1920  | 1930  | 1940  | 1950  |
| ---- | ---- | ----- | ----- | ----- | ----- |
| 479  | 816  | 1 254 | 1 103 | 1 002 | 1 158 |

| 1960  | 1970  | 1980  | 1990 | 2000 | 2010 |
| ----- | ----- | ----- | ---- | ---- | ---- |
| 1 772 | 1 174 | 1 468 | 906  | 867  | 774  |